# Ligdia pectinicornis
Ligdia pectinicornis är en fjärilsart som beskrevs av Louis Beethoven Prout 1913. Ligdia pectinicornis ingår i släktet Ligdia och familjen mätare. Inga underarter finns listade i Catalogue of Life.